# استفان پروترو
استفان پروترو (انگلیسی: Stephen Prothero; ۱۳ نوامبر ۱۹۶۰) تاریخ‌نگار اهل ایالات متحده آمریکا است.